# Купол (модуль МКС)

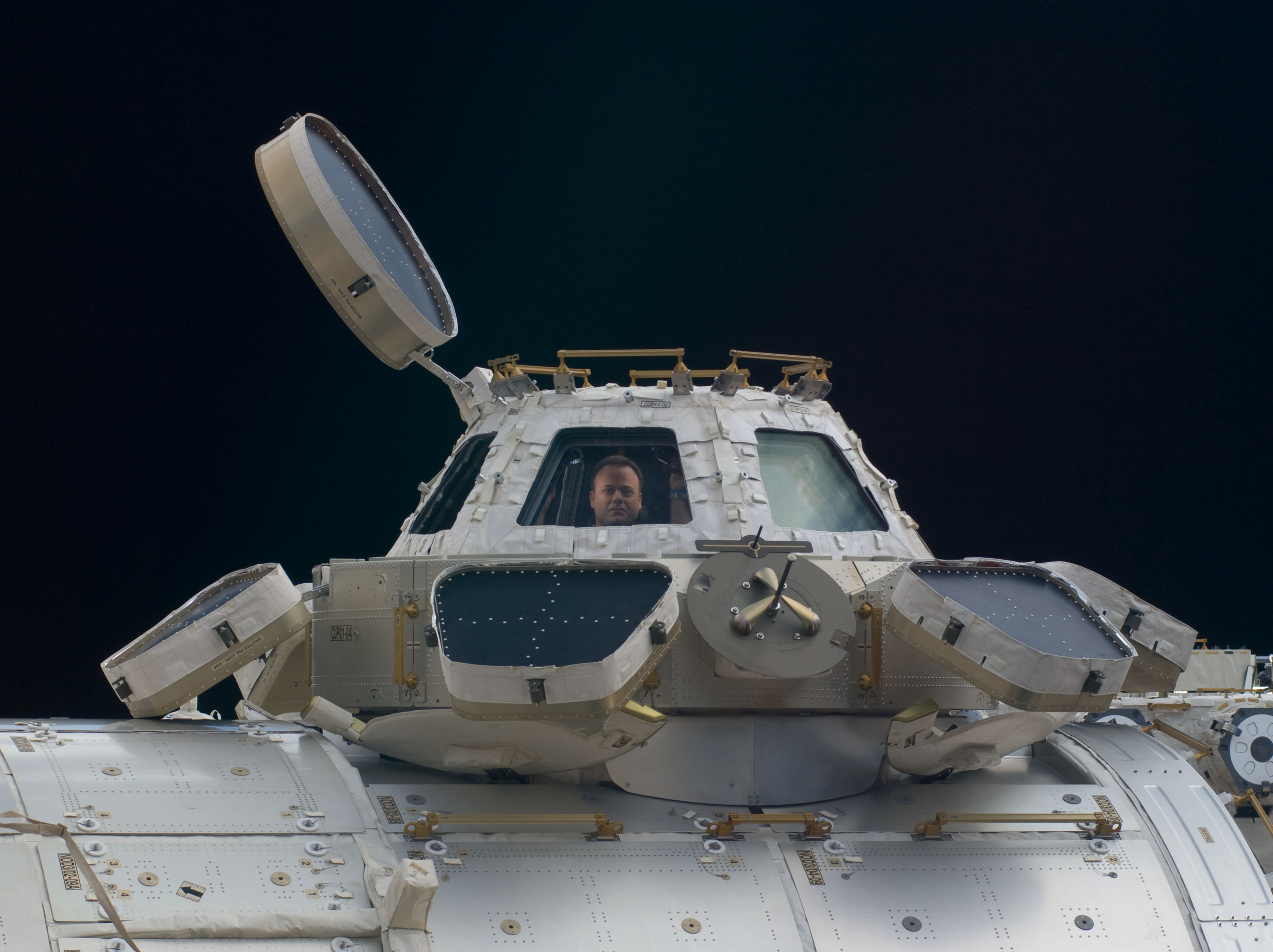
Вид з Космоси

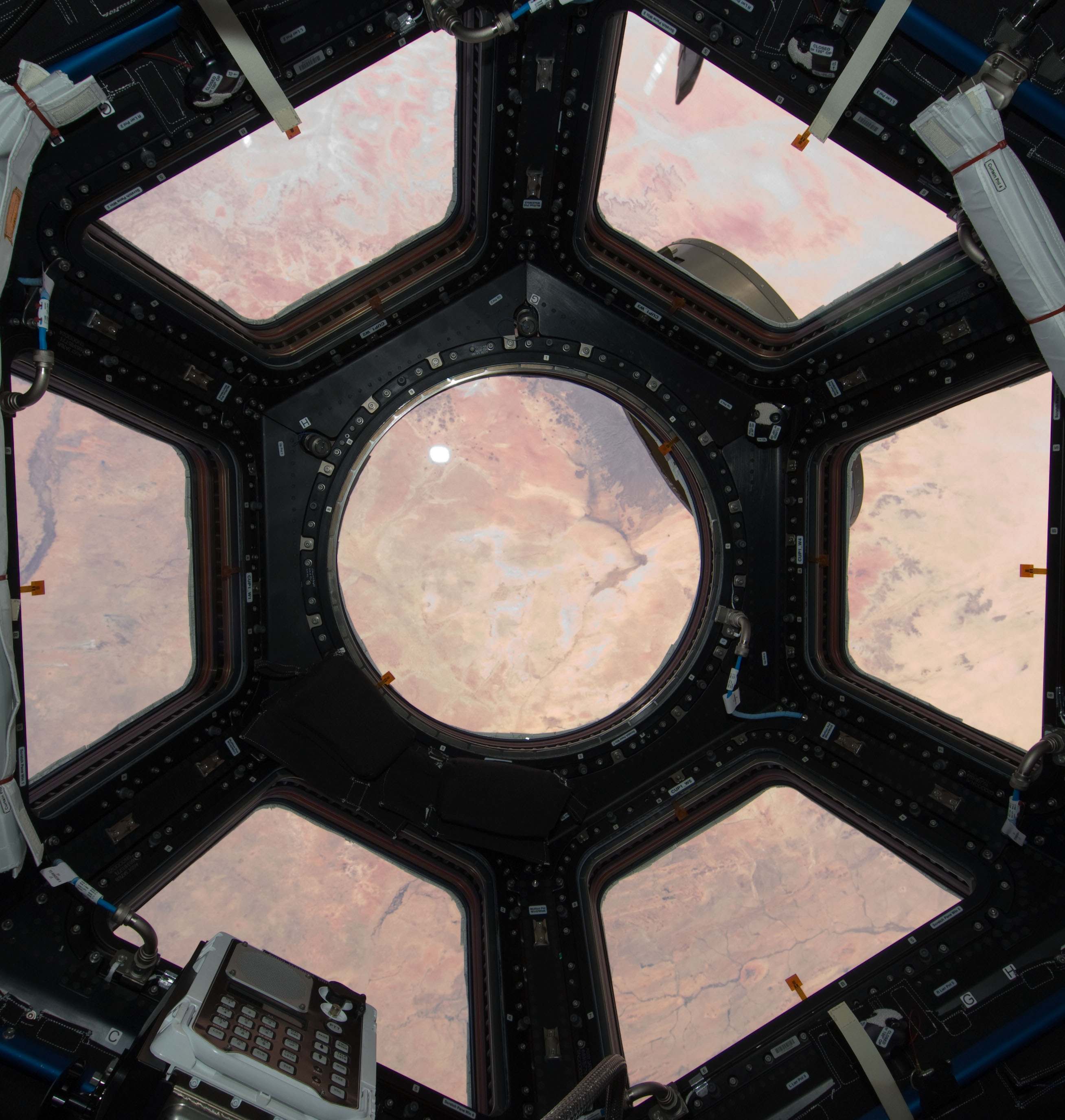
Вид Землі з Купола

 «Купол»  (італ. cupola) — модуль Міжнародної космічної станції (МКС), що являє собою панорамний оглядовий купол, що складається з семи прозорих ілюмінаторів. Призначений для спостереження за поверхнею Землі, космічним простором і працюючими в відкритому космосі людьми або технікою. Доставлений до МКС на борту Шаттл «Індевор» в лютому 2010, і тимчасово встановлений на модулі «Юніті». 16 лютого 2010 закріплений на модулі «Транквіліті», після чого, 17 лютого, були зняті заслінки з ілюмінаторів.

## Історія створення
Назва «Купол» походить з зовнішньої схожості модуля з архітектурним куполом, який нагадує його конструкція.
Спочатку «Купол» планували розробляти в США, в компанії «Боїнг», але в 1993 через значне збільшення витрат на МКС проєкт був заморожений на 5 років. В 1998 у НАСА і Європейське космічне агентство (ЄКА) підписали угоду, згідно з яким проєктування та фінансування модуля дістається ЄКА в обмін на те, що шаттли НАСА доставлятимуть європейське обладнання на МКС.
У рамках ЄКА Італія має великий досвід створення герметичних модулів шаттловської станції — лабораторії Спейслеб, модулів МКС «Коламбус», «Гармонія», «Спокій» і герметичних багатоцільових модулів постачання (MPLM) «Леонардо», «Рафаель» і «Донателло», що запускалися шаттлами.
8 лютого 1999 ЄКА замовила розробку модуля італійської компанії «Alenia Aeronautica» (колишня «Alenia Spazio», «Alenia Space»). У грошовому еквіваленті контракт склав 21 млн євро. У будівництві, під керівництвом Alenia, брали участь ще п'ять європейських компаній: « Construcciones Aeronáuticas » (Іспанія), «APCO» (Швейцарія), «Saab AB» (Швеція), «EADS» (Німеччина), Verhaert (Бельгія).
6 вересня 2004 компанія «Alenia Aeronautica» на її заводі в Турині відзвітувала про закінчення будівництва модуля. 7 жовтня 2005, він був доставлений до Космічного Центру ім. Кеннеді, де зберігався до старту в 2010..

## Будова та призначення

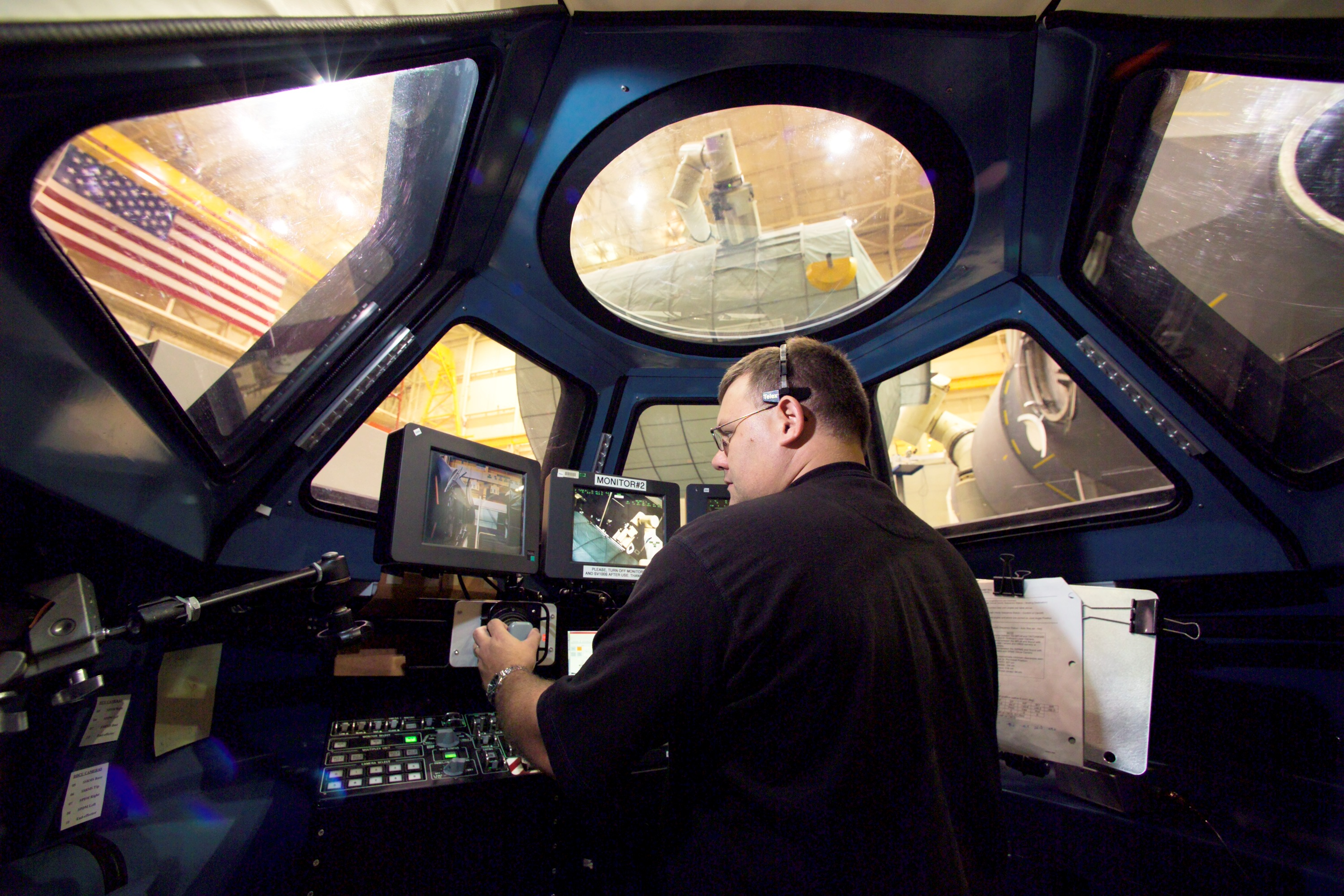
(7 жовтня 2004) — Пол Вільямсон управляє роботом-маніпулятором з моделі модуля «Купол» в Космічному центрі імені Джонсона

Модуль складається з одного круглого ілюмінатора в центрі і шести ілюмінаторів у формі трапецій навколо нього. Круглий ілюмінатор має діаметр приблизно 80 см. Конструкція цілком має приблизно 2 метри в діаметрі і 1,5 метра заввишки. Маса становить 1,8 тонн. Всі ілюмінатори виготовлені з прозорого плавленого кварца, який має коефіцієнт теплового розширення близький до нуля. Всі ілюмінатори з зовнішньої сторони оснащені автоматичними протиударними пристроями (заслінками) для захисту модуля від попадання мікро метеоритів і космічного сміття.
Всередині модуля розташований контрольно-диспетчерський пункт, з якого ведеться спостереження за космонавтами під час їхнього виходу у відкритий космос. Змонтовано системи стеження за температурним режимом станції, аудіо і відео контроль. Наявні два автоматизованих робочих місця (АРМ), з яких, за допомогою послідовної шини MIL-STD-1553, відбувається управління роботом- маніпулятором Канадарм2.
У першу чергу модуль призначений для «спостережних» цілей, потім, за пріоритетом, йдуть системи контролю за зовнішніми пристроями станції. Не останню роль відіграє функція розрядки і зняття стресу екіпажу.

### Технічні характеристики
- Товщина стекол — 10 см.
- Місткість — 2 чол.
- Висота — 1,5 м.
- Маса під час старту — 1805 кг.
- Максимальна маса на орбіті — 1880 кг.
- Максимальний діаметр — 2,95 м.
- Вікна: плавлений кварц і боросилікатного скла
- MDPS жалюзі: «Dupont Kevlar/3M Nextel» листів
- Електрична потужність: Вузол 120 В Інтерфейс
- Головне вікно: діаметр 80 см
- Тепловізійний контроль: багатошарова ізоляція з позолоченого каптону

## Галерея

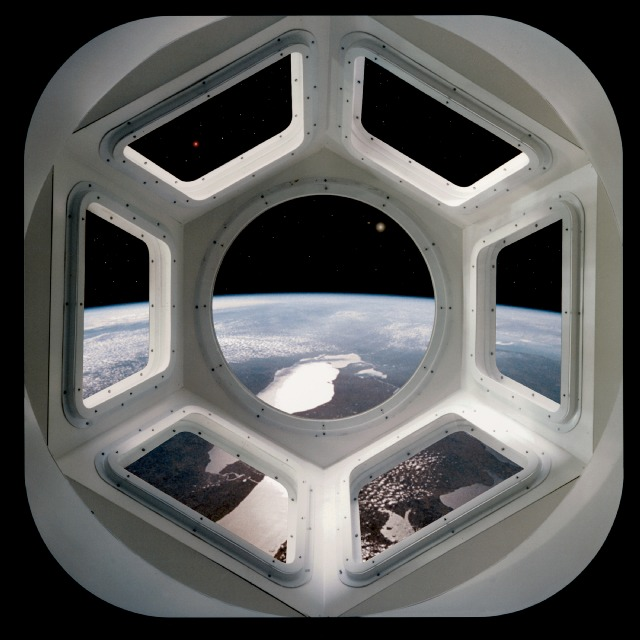
Так мав виглядати «Купол» з МКС (комп'ютерна модель). Насправді купол спрямований у бік Землі.
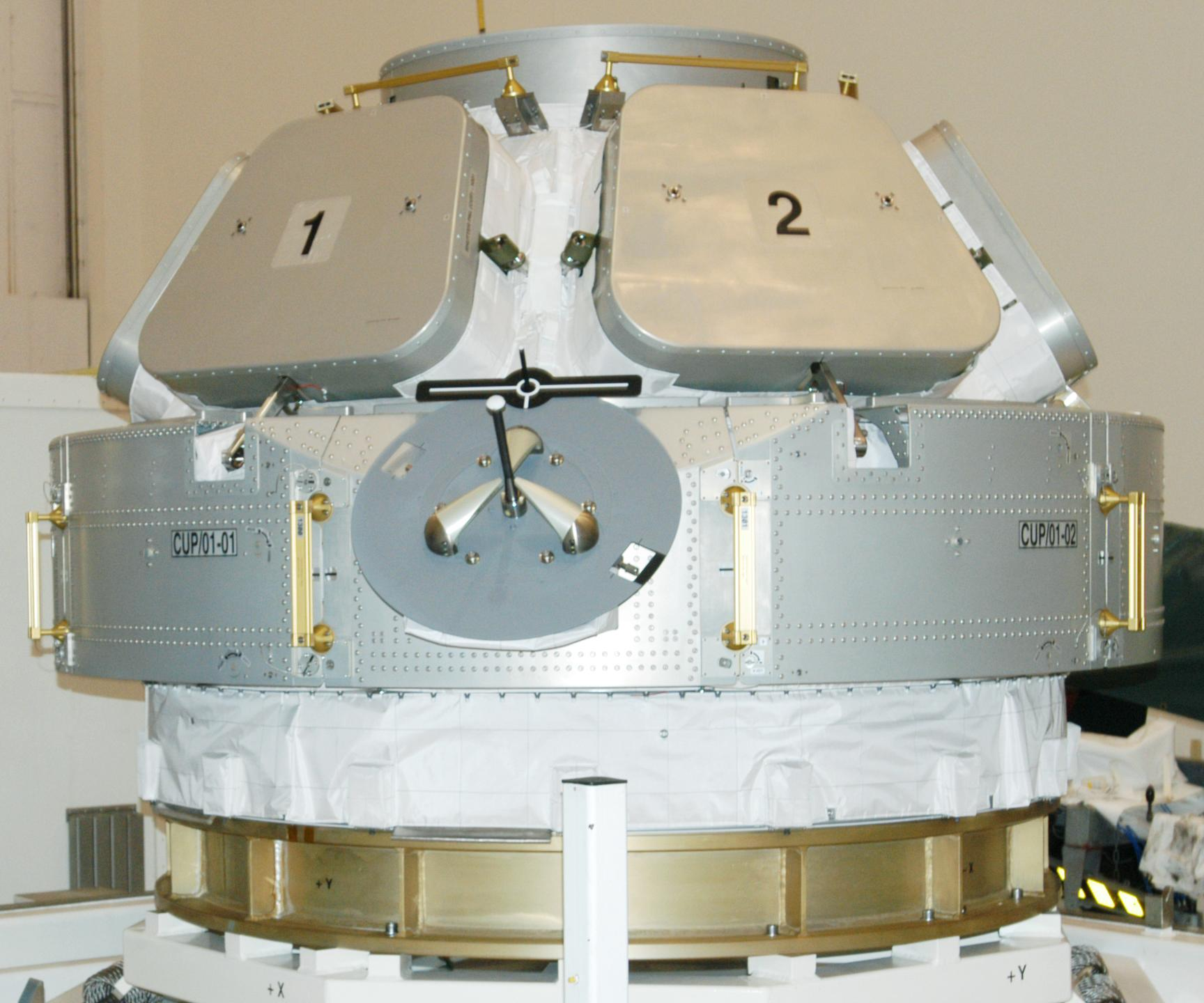
«Купол» в Космічному центрі імені Кеннеді
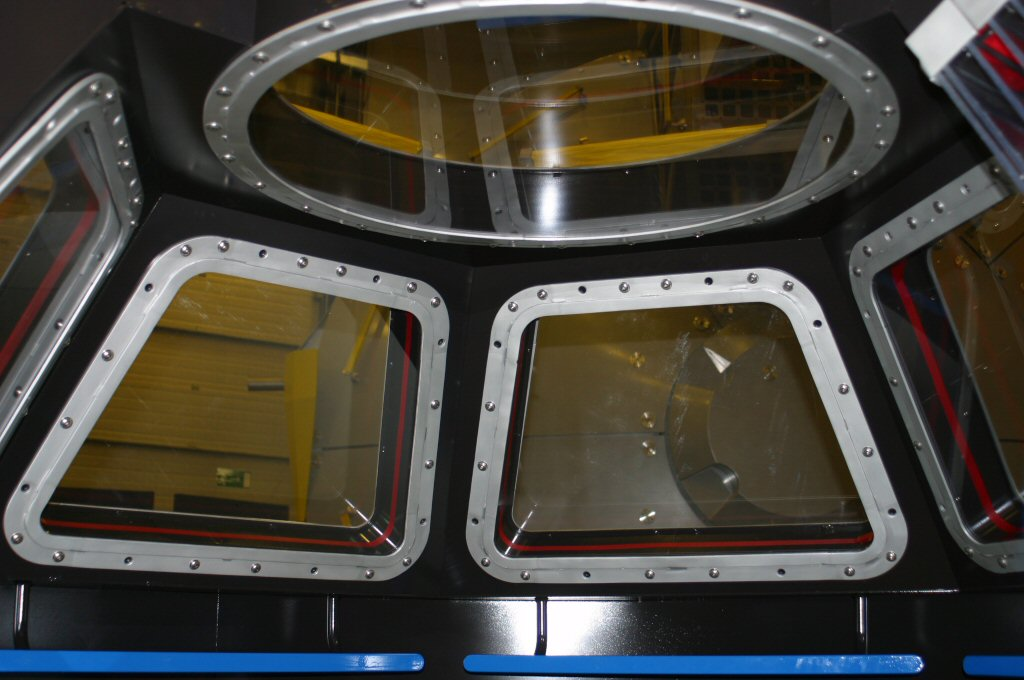
«Купол» - вигляд зсередини
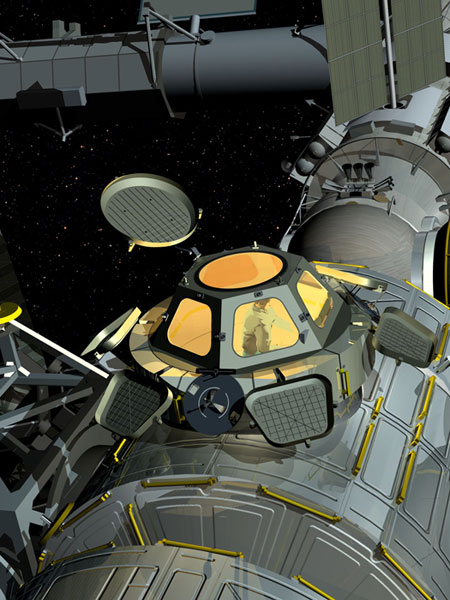
«Купол» - передбачуваний вид з космосу
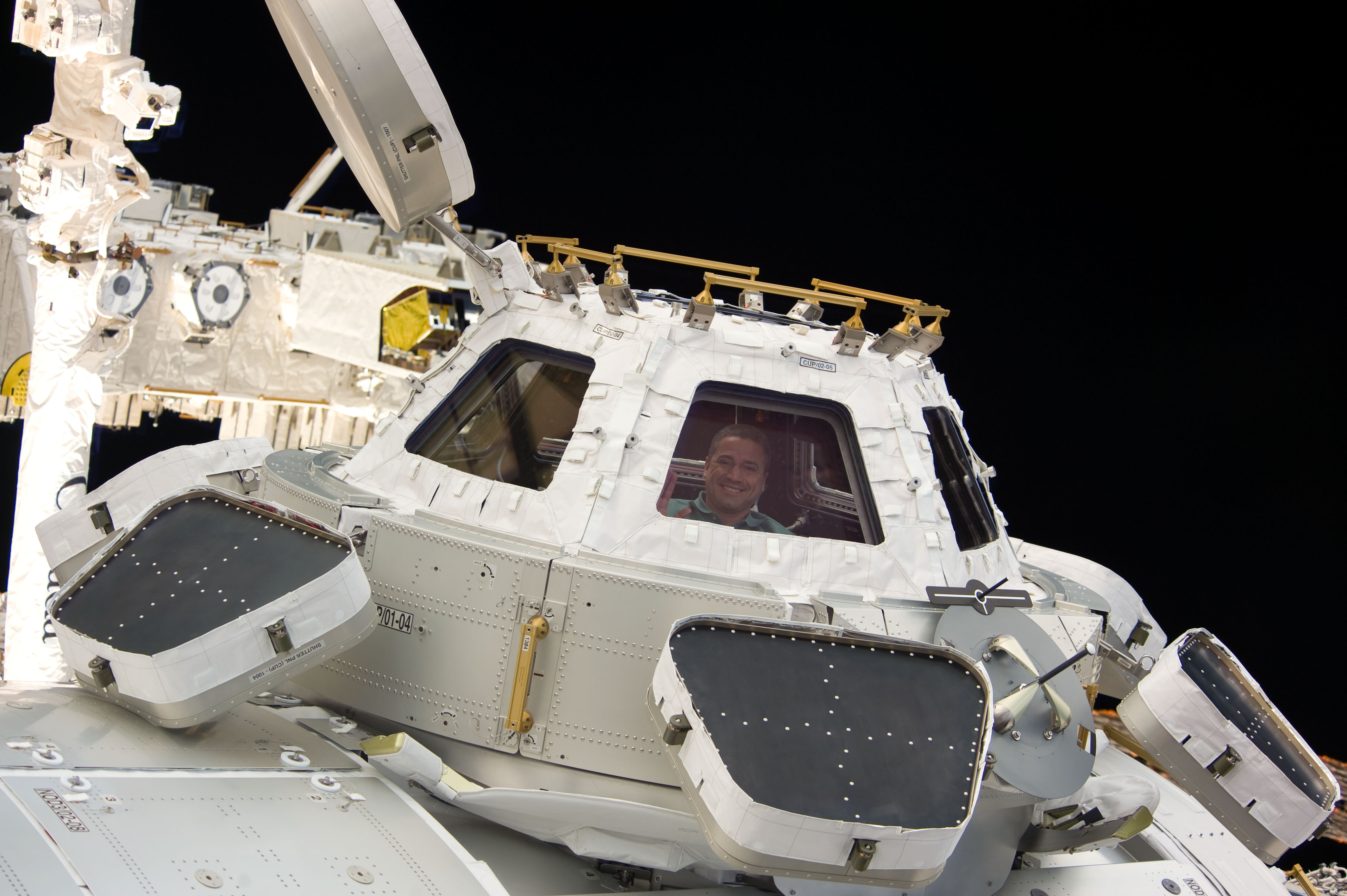
«Купол» - вид з космосу
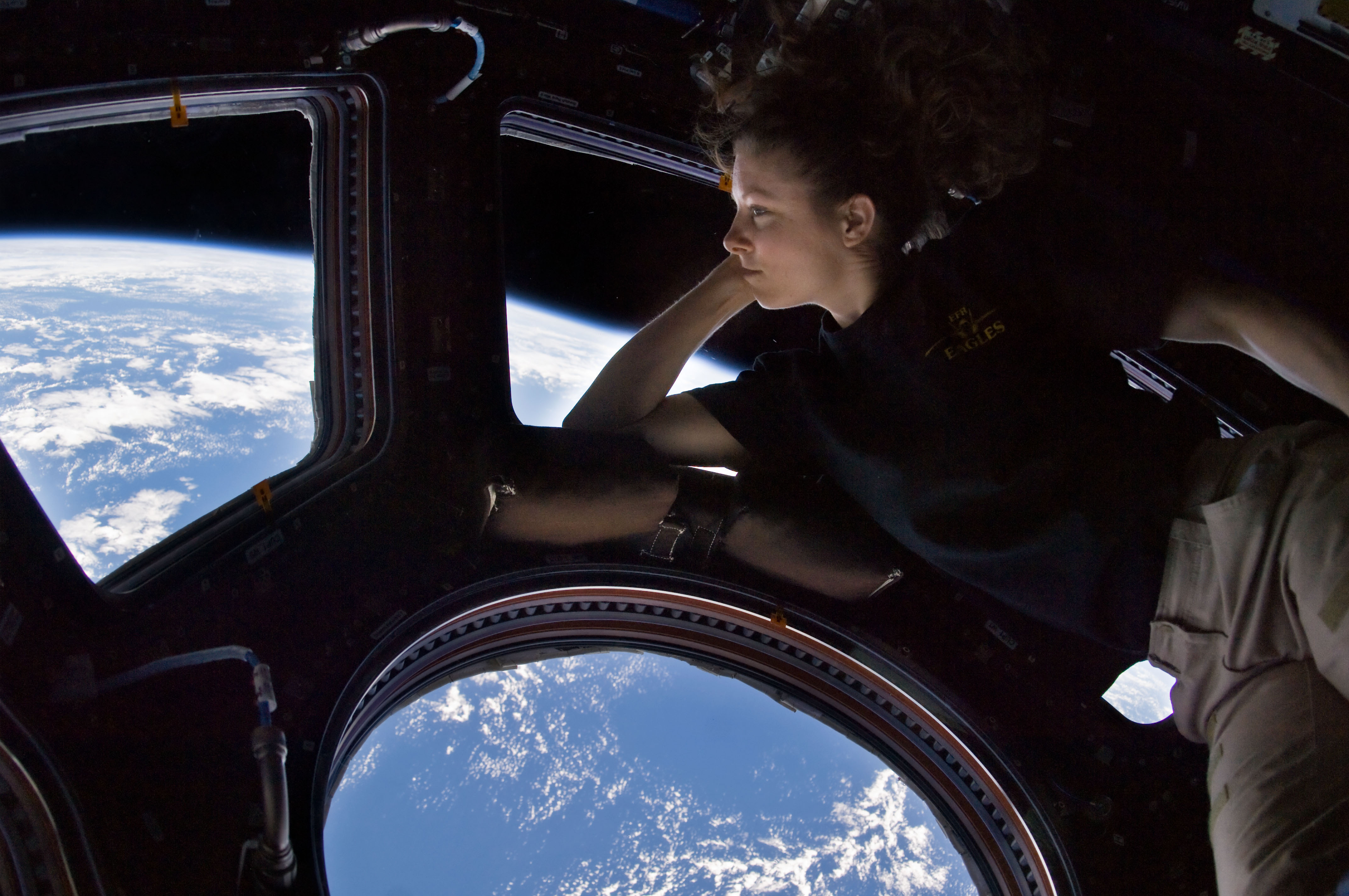
Автопортрет Трейсі Колдвел біля ілюмінатора модуля «Купол»
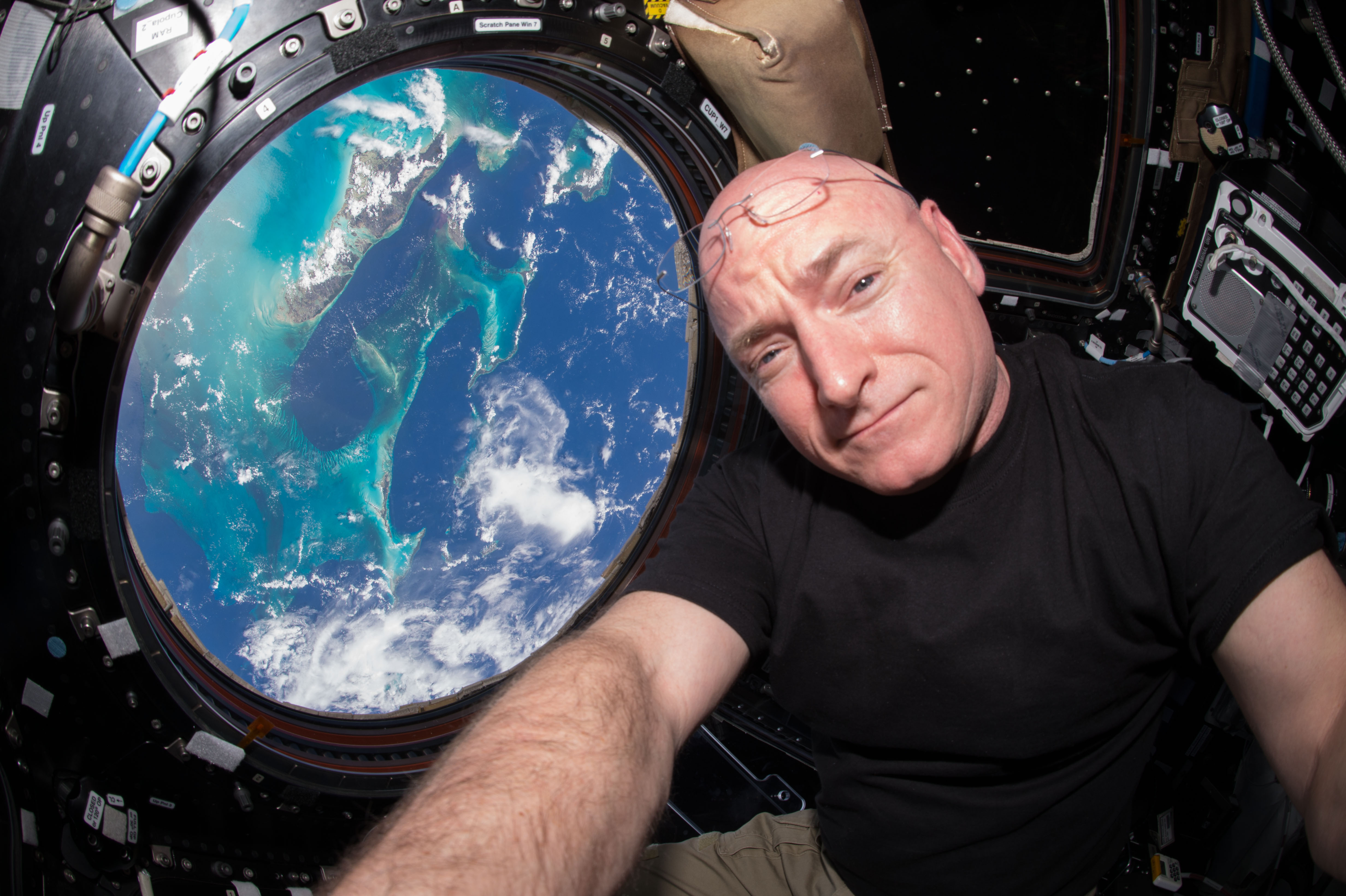
С. Келлі, селфі в «Куполі». 12.07.2015
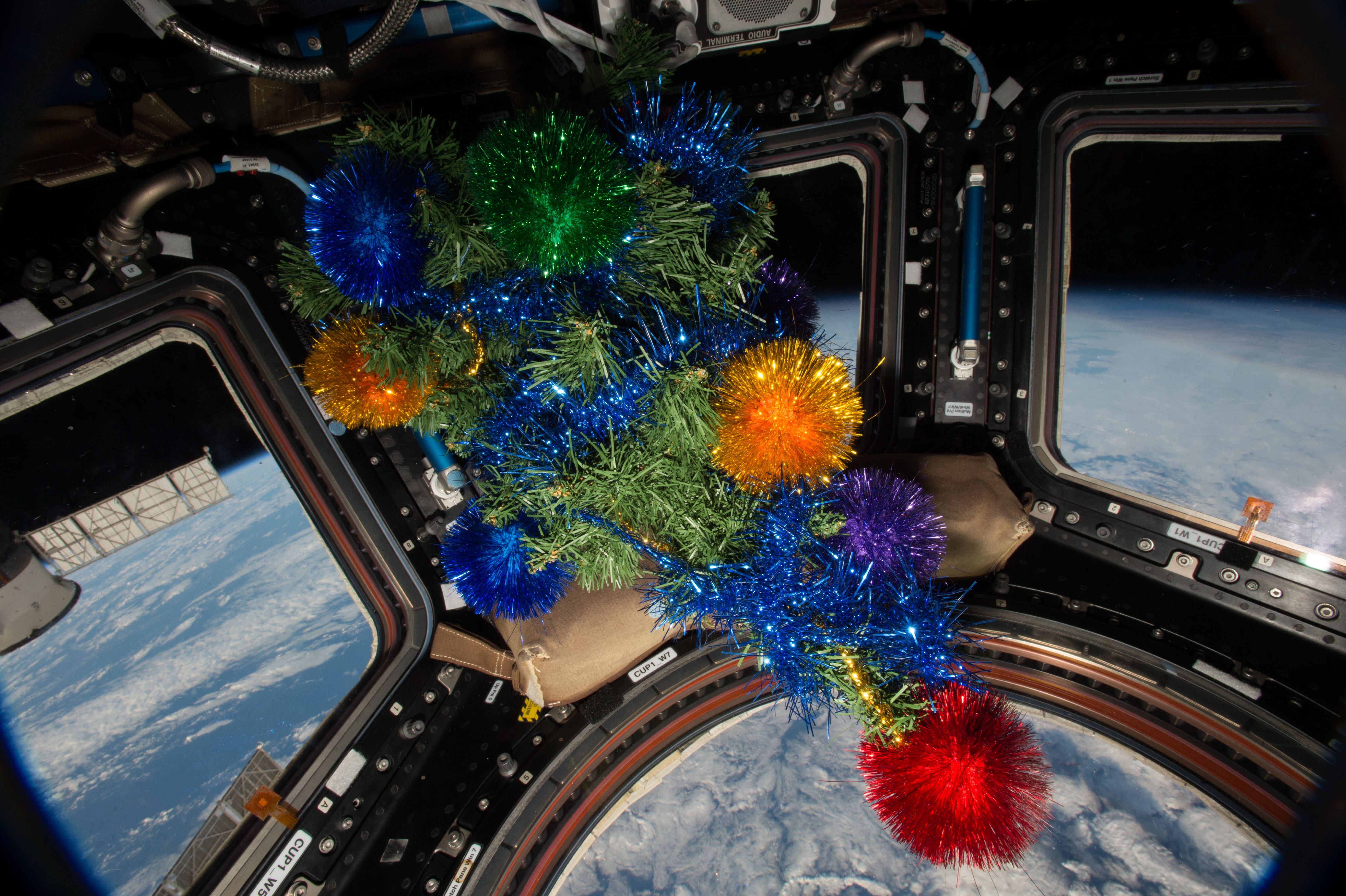
«Новорічна ялинка» в «Куполі». 25.12.2015